# Paul More
Paul Elmer More, född 12 december 1864, död 9 mars 1937, var en amerikansk författare och kritiker.
More var en av det tidiga 1900-talets mest kända humanister i USA, och vid sidan av Irving Babbitt den mest framstående litteraturkritikern. More ägnade sig i yngre år åt sanskritstudier och trängde in i indisk mystik. Han verkade sedan som tidnings- och tidskriftsutgivare för The Indipendent 1901-03, New York Evening post 1903-09, och The Nation 1909-14. samt som kritiker. Hans recensioner utgavs som Shelburne essays utgavs i 11 band 1904-21. I sin kritik var More en religiös moralist och bedömde strängt modern esteticism och nautralism. Bland hans främsta verk märks The Greek tradition, omfattande Platonism (1917), Hellenistic philosophies (1923), The Christ of the New Testament (1924, svensk översättning med förord av Karl August Hagberg 1932), samt Christ the word (1927).